# El héroe chino (Hasse)
El héroe chino (título original en italiano, L’eroe cinese) es una ópera en tres actos del compositor alemán Johann Adolph Hasse (Bergedorf, 1699 – Venecia, 1783) con libreto en italiano de Pietro Metastasio, cuyo estreno tuvo lugar en el  Teatro del Palacio de Hubertusburg (Sajonia) el 7 de octubre de 1753. 

## Libreto
La fuente a la que acudió Metastasio para escribir el libreto fue el drama del chino Hi-Him Siang "L'orphelin de la maison", traducido por el misionero jesuita francés Joseph de Prémare. 

El libreto es el vigésimo tercero de la producción de Metastasio, estando comprendido entre Il re pastore  (1751) y  Nitteti (1756).

## Personajes

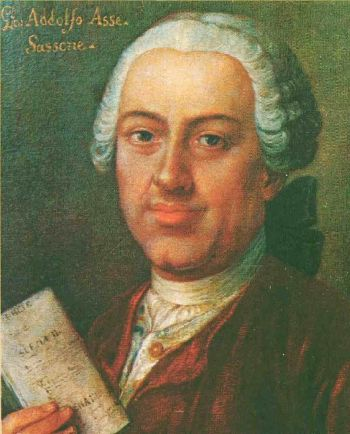
Johann Adolf Hasse

| Personaje                                        | Tesitura | Reparto el 7 de octubre de 1753 Director: Johann Adolf Hasse |
| ------------------------------------------------ | -------- | ------------------------------------------------------------ |
| Leango, regente del imperio chino.               | tenor    | Angelo Amorevoli                                             |
| Siveno, falso hijo de Leango, amante de Lusinga. | castrato | Angelo Maria Monticelli                                      |
| Lusinga, princesa tártara, prisionera en China.  | soprano  | Teresa Albuzzi Todeschini                                    |
| Ulania, hermana de Lusinga.                      | soprano  | Caterina Pilaja (Pallade)                                    |
| Minteo, mandarín, amante de Ulania.              | castrato | Giuseppe Belli                                               |

## VersiónPotsdam
El 18 de julio de 1773, Hasse presentó una segunda versión de El héroe chino, cantada en italiano y dividida en tres actos, en el Teatro del Palacio de Sanssouci de Potsdam.

## Argumento

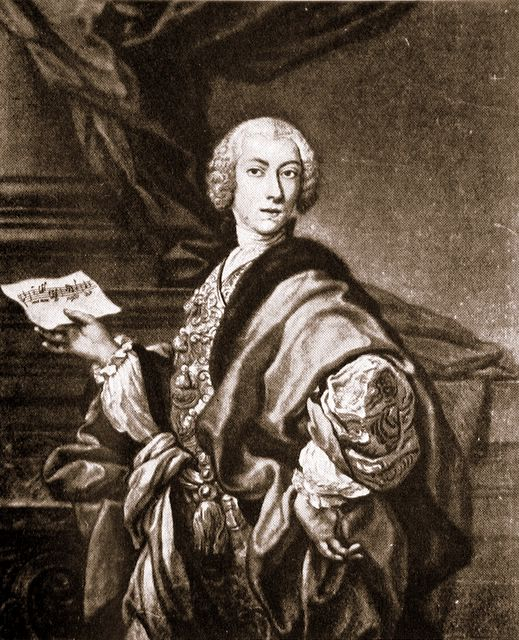
El contratenor Angelo Maria Monticelli

En todo el vasto imperio chino, al cabo de tantos y tantos siglos, aún es célebre -incluso en nuestros días- la heroica fidelidad del antiguo Leango, cuyo nombre histórico era Tchao-kong. 

A causa de una sublevación popular, Leango salvó al emperador Livanio, su señor, acompañándolo al destierro. Para preservar la vida del pequeño Svenvango, único resto de la masacrada familia imperial, ofreció Leango, en encomiable artimaña ante las inhumanas búsquedas de los levantados, en lugar del real infante, al propio hijo todavía niño, artificiosamente envuelto en las regias gasas; y soportó, a pesar de sus propias e insoportables ternuras paternas, verlo traspasar (atravesar) por el acero ante sus ojos, sin traicionar el secreto.

## Influencia
Metastasio tuvo gran influencia sobre los compositores de ópera desde principios del siglo XVIII a comienzos del siglo XIX. Los teatros de más renombre representaron en este período obras del ilustre italiano, y los compositores musicalizaron los libretos que el público esperaba ansioso. L’eroe cinese fue utilizada por casi una veintena de compositores para componer otras tantas óperas de las que ninguna de ellas ha sobrevivido al paso del tiempo.